# Philippe Zaouati
Philippe Zaouati est un entrepreneur, écrivain et spécialiste de la finance verte. Il est également directeur général de Mirova.

## Jeunesse et scolarité
Philippe Zaouati est né à Marseille en juin 1966 d'un père né à Alger et d'une mère née à Oran,.  
En 1983, il est reçu deuxième au concours général d'histoire. En 1989, il est diplômé de l'École nationale de la statistique et de l'administration économique (ENSAE) et devient membre de l'Institut des actuaires français,.

## Carrière
Philippe Zaouati commence sa carrière dans la finance en 1989 en tant que gestionnaire de portefeuille quantitatif chez BIP Gestion, une filiale de la Dresdner Bank. En 1992, il rejoint la Caisse des dépôts et consignations en tant qu'ingénieur financier au sein de la division Gestion d'actifs. De 1998 à 2007, il travaille au Crédit Agricole Asset Management.  Il devient ensuite directeur général de la succursale luxembourgeoise spécialisée dans la gestion des investissements (2000-2007) et directeur général puis président de Fund Channel (2002-2007). En 2002, il est nommé chef des services à la clientèle et en 2006, il est devenu chef du marketing et de la communication,,,.
En 2007, Zaouati est nommé directeur général adjoint et membre du comité exécutif de Natixis Asset Management, chargé du développement commercial. En 2012, il fonde Mirova, une division spécialisée dans l'investissement responsable au sein de Natixis Asset Management. En 2014, Philippe Zaouati est nommé directeur général de Mirova, désormais établie en tant que filiale de Natixis Asset Management,.
De 2012 à 2014, il est membre du conseil d'administration de l'International Corporate Governance Network,.  En 2012, il est président du groupe de travail sur l'investissement responsable de l'European Fund and Asset Management Association (EFAMA) et de la commission sur l'investissement socialement responsable de l'Association française de la gestion financière.  De 2013 à 2016, il a présidé l'Investment Leaders Group du Cambridge Institute for Sustainability Leadership (CISL),.
Entre 2016 et 2018, Zaouati est membre du groupe d'experts de haut niveau sur la finance durable. Philippe Zaouati a reçu le titre de Chevalier de l’Ordre National du Mérite en 2017. De 2017 à 2019, il cofonde et préside Finance for Tomorrow, devenu l'Institut de la finance durable),. En 2018, il remet avec Pascal Canfin un rapport commandé par les ministères français de l'Économie et de la Transition énergétique pour financer un plan vert à 10 milliards d’euros,.
De 2021 à 2023, Zaouati est membre du conseil d'administration de la Communauté des entreprises à mission, et de 2022 à 2024, il est membre du conseil d'administration du Mouvement Impact France. De 2021 à 2023, il a été président du comité de mission de Colombus Consulting. En 2023, il rejoint le Groupe consultatif international sur les crédits à la biodiversité[réf. nécessaire].
De 2019 à 2022, il enseigne la finance durable à Sciences Po Paris.

## Engagement politique
Il est candidat aux municipales à Boulogne-Billancourt en 1995 et aux élections départementales 1998 à Bourg-la-Reine et Antony (Hauts-de-Seine) en tant que membre du Parti socialiste. En 2016, il a rejoint En Marche et contribue à la rédaction du premier programme présidentiel d'Emmanuel Macron sur l'environnement,,. En 2018, il fonde le think-tank « Osons le Progrès » pour réfléchir à la notion de progressisme. En 2021, avant les élections présidentielles, il cofonde « L'Union fait le Climat », une coalition menée par un groupe de membres de La République en Marche,,.